# Betes i films
Betes i films va ser un programa de vídeos domèstics dirigit per La Trinca que es va estrenar a TV3 el 26 de juliol del 1990.
Sobre la base de l'èxit que havia obtingut entre el públic nord-americà la producció de la cadena ABC The funniest home video of America, la productora Gestmusic-Endemol va crear aquest espai per a TV3, que va assolir autèntics rècords d'audiència a Catalunya en les dues temporades que va estar en antena.
Al programa s'emetien els vídeos domèstics enviats per particulars. Els millors entraven en concurs i era el públic del plató qui decidia quins eren els millors dels diferents apartats del concurs. En total, a cada programa es repartia prop d'un milió de pessetes en premis i els millors vídeos passaven a la final.
Pel programa van desfilar diversos presentadors, com ara Rosa Maria Sardà, Àngels Gonyalons, Mònica Randall, Mercè Arànega, Ariadna Gil, Carme Conesa i Xavier Sardà, per ordre cronològic. L'èxit fou tan gran que es va vendre el format a tota la FORTA. Aquella versió, en castellà i que es va rodar als estudis de Burjassot de Canal 9, es va anomenar Olé tus vídeos, i fou emesa també a TVG, ETB 2, Canal Sur i Telemadrid.